# Algernon Ashton
Algernon Bennet Langton Ashton, född 9 december 1859 och död 10 april 1937, var en brittisk tonsättare, pianopedagog och essäist.
Efter musikstudier i Tyskland, bland annat under Carl Reinecke, Salomon Jadassohn och Joachim Raff, var Ashton under många år som pianolärare knuten till Royal College of Music i London. På kammarmusikens område skapade han en rad sonatverk för violin och cello, vidare pianotrior, pianokvartetter och pianokvintetter. För orkester skrev han bland annat fem symfonier och två uvertyrer. Han skrev även talrika sånger och pianokompositioner liksom två essäsamlingar i brevform, Truth, wit and wisdom (1905, 1908).